# Herrarnas linjelopp i landsvägscykling vid olympiska sommarspelen 1984
Herrarnas linjelopp i landsvägscykling vid olympiska sommarspelen 1984 ägde rum söndagen den 29 juli 1984 i Mission Viejo, Kalifornien.

## Medaljörer
| Event               | Guld             | Silver             | Brons                    |
| Herrarnas linjelopp | Alexi Grewal USA | Steve Bauer Kanada | Dag Otto Lauritzen Norge |

## Resultat
| Placering | Cyklist                    | Tid     |
| --------- | -------------------------- | ------- |
|           | Alexi Grewal (USA)         | 4:59:57 |
|           | Steve Bauer (CAN)          | –       |
|           | Dag Otto Lauritzen (NOR)   | +0:21   |
| 4         | Morten Sæther (NOR)        | –       |
| 5         | Davis Phinney (USA)        | +1:19   |
| 6         | Thurlow Rogers (USA)       | –       |
| 7         | Bojan Ropret (YUG)         | –       |
| 8         | Nestor Mora (COL)          | –       |
| 9         | Ron Kiefel (USA)           | +1:43   |
| 10        | Richard Trinkler (SUI)     | –       |
| 11        | Raúl Alcalá (MEX)          | –       |
| 12        | Stefan Maurer (SUI)        | +3:37   |
| 13        | Alberto Volpi (ITA)        | +4:10   |
| 14        | Per Christiansson (SWE)    | –       |
| 15        | Helmut Wechselberger (AUT) | –       |
| 16        | Enrique Campos (VEN)       | –       |
| 17        | Luis Rosendo Ramos (MEX)   | +6:14   |
| 18        | Brian Fowler (NZL)         | +6:48   |
| 19        | Martin Earley (IRL)        | –       |
| 20        | Atle Kvålsvoll (NOR)       | –       |
| 21        | Fabio Parra (COL)          | –       |
| 22        | Thomas Freienstein (FRG)   | +7:51   |
| 23        | Francisco Antequera (ESP)  | +11:30  |
| 24        | Per Johnny Pedersen (DEN)  | +11:46  |
| 25        | Kari Myyrylainen (FIN)     | –       |
| 26        | Lars Wahlqvist (SWE)       | –       |
| 27        | Paul Kimmage (IRL)         | –       |
| 28        | Daniel Amardeilh (FRA)     | –       |
| 29        | Philippe Bouvatier (FRA)   | –       |
| 30        | Kjell Nilsson (SWE)        | –       |
| 31        | Harry Hannus (FIN)         | –       |
| 32        | Stefan Brykt (SWE)         | –       |
| 33        | Louis Garneau (CAN)        | +15:30  |
| 34        | Kurt Zellhofer (AUT)       | 4:59:57 |
| 35        | Primoz Cerin (YUG)         | –       |
| 36        | Achim Stadler (FRG)        | –       |
| 37        | Stephen Cox (NZL)          | –       |
| 38        | Patrick Wackström (FIN)    | –       |
| 39        | Gary Thomson (IRL)         | 4:59:57 |
| 40        | Kim Jolin Eriksen (DEN)    | –       |
| 41        | Werner Stauff (FRG)        | +18:04  |
| 42        | Jure Pavlic (YUG)          | –       |
| 43        | Seamus Downey (IRL)        | –       |
| 44        | Jean-Paul van Poppel (NED) | +22:20  |
| 45        | Matsuyoshi Takahashi (JPN) | –       |
| 46        | Marko Cuderman (YUG)       | –       |
| 47        | Salvador Rios (MEX)        | –       |
| 48        | Park Se-Yong (KOR)         | –       |
| 49        | Johann Traxler (AUT)       | –       |
| 50        | Jeff Leslie (AUS)          | –       |
| 51        | Fernando Correa (VEN)      | –       |
| 52        | Carlos Jaramillo (COL)     | –       |
| 53        | Arthur Tenn (JAM)          | –       |
| 54        | Mustapha Najjari (MAR)     | +22:30  |
| 55        | Michael Lynch (AUS)        | +27:05  |

### Avslutade inte loppet
| Argentina - Luis Alberta Biera Australien - Gary Trowell - Elliot Watters Österrike - Paul Popp Belgien - Carlo Bomans - Ronny Van Sweevelt - Frank Verleyen Bermuda - John Ford - Earl Godfrey - Clyde Wilson Belize - Joslyn Chavarria - Warren Coye - Lindford Gillitt - Wernell Renau Kanada - Pierre Harvey - Alain Masson Caymanöarna - David Dibben - Alfred Ebanks - Craig Merren - Aldyn Wint Chile - Manuel Aravena - Roberto Muñoz Kamerun - Alain Ayissi - Joseph Kono - Dieudonné Ntep - Thomas Siani Colombia - Rogelio Arango Cypern - Spyros Agrotis | Danmark - Ole Byriel - Søren Lilholt Spanien - Manuel Jorge Domínguez - Miguel Indurain - José Salvador Sanchis Finland - Harri Hedgren Frankrike - Claude Carlin - Denis Prlizzari Västtyskland - Andreas Kappes Storbritannien - Mark Bell - Neil Martin - Peter Sanders - Darryl Webster Grekland - Kanellos Kanellopoulos - Ilias Kelesidis Guyana - Randolph Toussaint Hongkong - Yiu-Chung Choy - Chung-Yam Hung - Siu-On Law - Hung-Tak Leung Nederländerna - Hans Daams - Twan Poels - Nico Verhoeven Italien - Stefano Colage - Roberto Pagnin - Renato Piccolo Jamaica - Lorenzo Murdock | Sydkorea - Kim Chul-Seok - Lee Jin-Ok - Shin Dea-Cheul Libanon - Sirop Arslanian Marocko - Mustapha Afandi - Brahim Benbouilla - Ahmed Rhaili Malawi - Dyton Chimwaza - Daniel Kaswanga - George Nayeja - Amadu Yusufo Mexiko - Jesús Ríos Norge - Hans Petter Odegaard Nya Zeeland - Roger Sumich Peru - Ramón Zavaleta Puerto Rico - Ramón Rivera Saudiarabien - Abdullah Al-Shaye - Hasan Alabsi - Ali Al-Ghazawi - Mohammed Al-Shanqiti San Marino - Maurizio Casadei Schweiz - Heinz Imboden - Benno Wiss Uganda - Muharud Mukasa - Ernast Buule |